# Jean Peytel
Jean Peytel (24 de janeiro de 1909 - 16 de agosto de 2002) foi um marinheiro francês. Ele competiu no evento de quilha de duas pessoas mista nos Jogos Olímpicos de Verão de 1932 e 1948. Estre estes dois eventos, ele também competiu nos 6 metros mistos nos Jogos Olímpicos de Verão de 1936. A sua última competição foi na quilha de três pessoas mista nos Jogos Olímpicos de Verão de 1960.